# Лоран Блан
Лоран Блан (на френски: Laurent Robert Blanc) роден на 19 ноември 1965 г. в Алес е бивш френски футболист, защитник и настоящ треньор.
Първият в историята футболист, отбелязал златен гол на световно първенство по футбол. Част от френския състав, спечелил последователно световното и европейското първенство по футбол. Блан също така е един от най-резултатните по брой вкарани голове защитници във футбола.

## Отличия
- Купа на Франция: 2

Монпелие: 1990
АЖ Оксер: 1996
- Шампион на Франция: 1

АЖ Оксер: 1996
- Купа на Краля: 1

ФК Барселона: 1997
- Шампион на Англия: 1

Манчестър Юнайтед: 2003
- КНК: 1

ФК Барселона: 1997
- Световен шампион: 1

Франция: 1998
- Европейски шампион: 1

Франция: 2000
- Френски футболист на годината: 1

Монпелие: 1990

### Като треньор
- Купа на Франция: 1

ФК Бордо: 2009
- Суперкупа на Франция: 2

ФК Бордо: 2008, 2009
- Шампион на Франция: 1

ФК Бордо: 2009